# Lucius Calpurnius Piso Caesoninus (consul en -58)
Pour les articles homonymes, voir Lucius Calpurnius Piso et Calpurnius Piso.
Sauf précision contraire, les dates de cet article sont sous-entendues « avant l'ère commune » (AEC), c'est-à-dire « avant Jésus-Christ ».
Lucius Calpurnius Piso Caesoninus était un homme politique romain du Ier siècle av. J.-C., consul en 58 puis censeur en 50. Il fut le dernier beau-père de Jules César, par le mariage de sa fille Calpurnia et protecteur du philosophe épicurien Philodème de Gadara.

## Sources
On connait surtout sa carrière entre 59 et 43, via des textes et la correspondance de Cicéron. Cicéron fut l'un de ses détracteurs les plus vifs, il convient donc de relativiser cette source. Dion Cassius, Appien et Plutarque apportent d'utiles indications.

## Vie
Il naquit au plus tôt en 105 av. J.-C., au plus tard en 101. Il appartenait à la branche des Pisones de la gens plébéienne des Calpurnii. Cette famille accumulait les charges depuis un premier Pison préteur en 211. C'est après lui que les Pisones se scindèrent en Frugi et Caesonini. Il appartenait donc à une gens hautement impliquée dans la politique romaine, où l'on comptait nombre de préteurs et de consuls.
Sa mère n'appartenait pas à ce milieu, elle provenait de la haute bourgeoisie de la colonie de Placentia (Plaisance) en Gaule Cisalpine (vallée du Pô) où son père était un riche homme d'affaires. On suppose que ce mariage avait pour but de fournir une vaste clientèle aux Pisones dans ces régions stratégiques en cours de romanisation.
En 59, Jules César épousa en quatrième (et dernière) noce sa fille Calpurnia, non sans polémique. Depuis cette date jusqu'à son assassinat de 44, César fut donc son gendre.
Après 43, les sources restent quasi muettes sur son sort. On ignore la date de son décès.

## Carrière et positions politiques
Il est un des rares de ses contemporains à avoir parcouru l’entièreté du cursus honorum : questure, édilité (64), préture (61 ?), consulat (58), proconsulat (Macédoine: 57-55) et censure (50). Cela lui assura un très haut crédit (auctoritas) à la fin de sa carrière. Au moment où se déclenche la guerre civile entre César et Pompée (49), ils ne sont que trois de ce rang au Sénat.

### Avant le Consulat
Le peu que nous en connaissons provient d'ouvrages où Cicéron règle ses comptes avec lui.

### Le consulat de 58
Il partage son consulat avec Gabinius. Ce dernier s'entend avec Clodius Pulcher pour faire exiler Cicéron, sous le prétexte d'avoir ordonné sans jugement l'exécution des complices de Catilina. Quoique Tullia, la fille de Cicéron, ait épousé un Calpurnius Pison d'une autre branche que les Caesoninii et qu'ils se soient rendus ensemble chez le consul, Pison lui refuse son soutien. Cicéron lui en tiendra longtemps rigueur. 
Il s'employa d'un côté à apaiser les tensions entre les triumvirs (César, Pompée, Crassus), d'un autre côté à trouver un compromis entre César (et Gabinius) et l'ordre équestre, conflit qui risquait de dégénérer.
Avec son collègue, il dessina une politique de réorganisation des provinces orientales (lex gabinia-calpurnia).

### La censure de 50
Élu avec Appius Claudius Pulcher comme collègue, la censure couronne sa carrière et témoigne de la reconnaissance de son auctoritas par ses pairs.
C'est à cette époque que la situation entre César et Pompée se dégrade, menant à la guerre civile (passage du Rubicon en janvier 49).
D'après Dion Cassius, Pison n'avait pas désiré cette charge et garda le cap qu'il tenait depuis son retour de Macédoine en 55 : politique de neutralité et bons offices en vue de concilier les protagonistes. Sa proposition d'aller rencontrer César en médiateur est refusée par le Sénat.
C'est sous sa censure que l'historien Salluste, césarien, fut banni du Sénat, à l'initiative d'Appius Claudius Pulcher.

### Positions politiques
Durant les crises que traversait la république, Pison semble avoir toujours voulu jouer un rôle de conciliateur et ne prit jamais une position partisane. Qu'il fut le beau-père de César n'en fit pas un césarien. Il se retira de Rome au début de la guerre civile en 49 et demeura neutre. Selon Ronald Syme, son attitude dénote une philosophie épicurienne.
Après l'assassinat de son gendre en mars 44, il organisa ses funérailles et s'occupa de son héritage testamentaire, non sans difficultés. Il soutint Marc Antoine dans sa politique conciliatrice des premiers mois puis s'en détacha lorsqu'il se radicalisa en juin. En août 44, il fut le premier à ouvrir les hostilités au Sénat contre Antoine, par un discours qui fit grand bruit. Cicéron le suivit à partir de septembre avec ses Philippiques. Au printemps 43, alors qu'une nouvelle guerre civile s'annonçait, il tenta une ultime conciliation et fut envoyé par le Sénat en ambassade auprès d'Antoine qui assiégeait Decimus Junius Brutus à Modène. Ce fut là la dernière intervention politique que mentionnent les sources.
Légaliste et exécuteur testamentaire de César, il se rapprocha alors de son fils adoptif et héritier, Octavien, futur Auguste. On ne sait s'il joua un rôle actif dans son ascension.

## Pison et les lettres
Les Pisones protégeaient depuis longtemps les lettres, en particulier les philosophes. Lucius respecta la tradition familiale et prit sous son aile un philosophe épicurien contemporain de renom, Philodème de Gadara, dont on a retrouvé la bibliothèque à Herculanum dans une propriété dont on pense qu'elle appartenait à Lucius.
La tradition se maintint à la génération suivante : Horace dédia son art poétique aux Pisons (Épître aux Pisons)